# Кукільники
Кукі́льники — село Більшівцівської селищної громади Івано-Франківського району Івано-Франківської області.

## Історія
- Колишнє містечко, тут була резиденція Кукільницького деканату РКЦ.
- 1421 року в Кукільниках за сприяння Львівського латинського архієпископа Яна Жешовського було споруджено перший костел.[1]
- 28 листопада 1435 року в судовому рішенні №51 галицького суду згадується Василь з Кукільників (Kankolnyky)[2].
- У податковому реєстрі 1515 року в селі документується піп (отже, уже тоді була церква) і 4 лани (близько 100 га) оброблюваної землі[3].
- Існував замок, до якого мав стосунок Львівський латинський архієпископ Григорій Сяноцький.
- У 1870-х роках львівський краєзнавець Антоній Шнайдер склав для містечка Кукільників проект герба: щит розколений: у першій частині на червоному тлі срібна голова осла (герб роду Жешовських "Півкозиць"), у другій — на блакитному тлі сніп куколю з квітами (алегорія назви поселення).
- У 1900 році в Слободі Кукільницькій проживало 176 українців, які надалі перейшли на римо-католицький обряд.
- У 1939 році в селі Кукільники проживало 820 мешканців (520 українців, 60 поляків, 220 латинників, 20 євреїв), у селі Слобода Кукільницька — 1250 мешканців (1220 поляків і 30 євреїв)[4].
- У післявоєнний час Слобода Кукільницька стала місцем поселення лемків з села Більцарева[5].
- У 1983 р. до Кукільників приєднали Слободу Кукільницьку.[6]
- 10.08.2016 закрита школа.[7]

## Пам'ятки

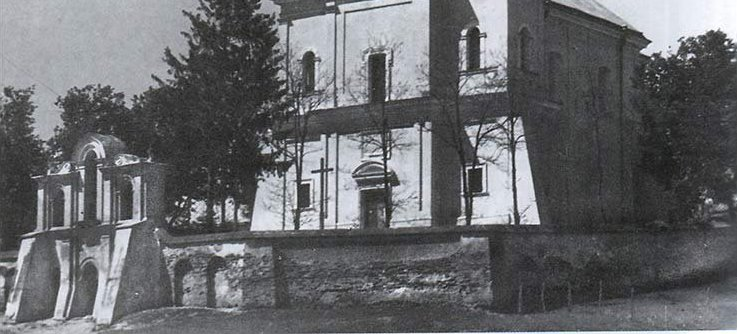
Костел до совітів

- Костел св. Івана Євангеліста, Марії Магдалини і 40 мучеників.[8] Пам'ятка архітектури місцевого значення. Реєстр. номер: 419-іф. Фрески, виконані у 1774 році львівським художником Станіславом Строїнським.

## Світлини

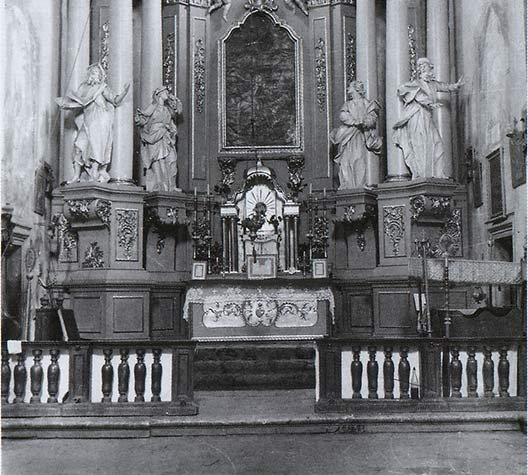
Головний вівтар костелу Кукільників до совітів
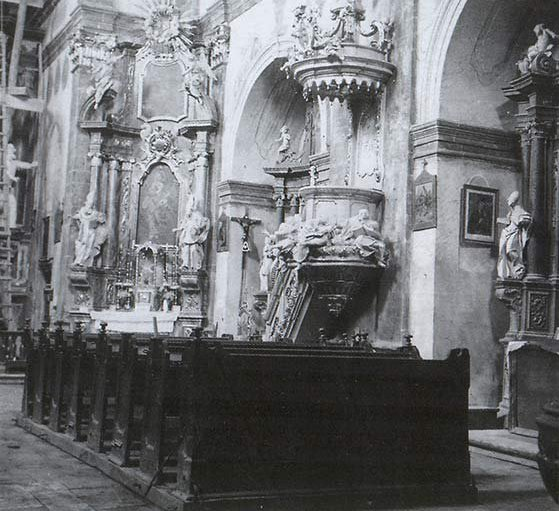
Інтер'єр костелу до совітів
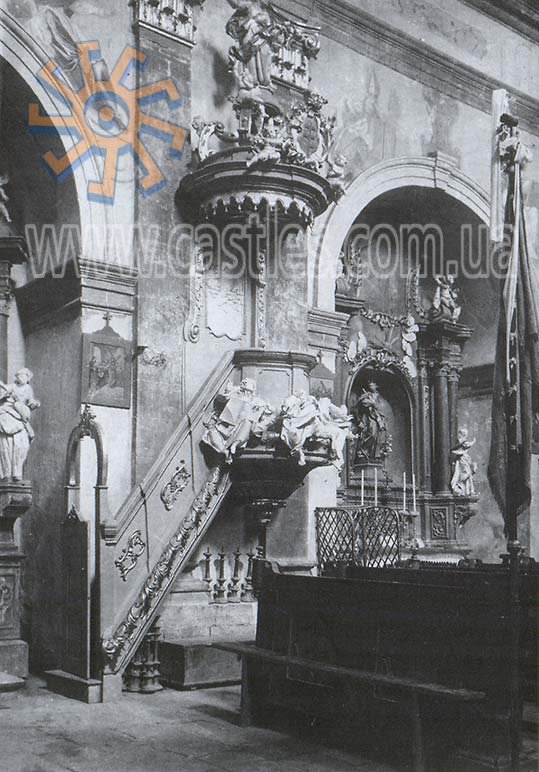
Амвон костелу Кукільників

## Відомі люди
- Гладковський Михайло-«Дуб» — кущовий провідник ОУН, лицар Золотого хреста бойової заслуги УПА 1 класу.
- Кубрак Йосип Микитович — вояк Армії УНР.

## Див також
- Кукільницький замок